# سیارک ۴۹۷۲
سیارک ۴۹۷۲ (به انگلیسی: 4972 Pachelbel، نامگذاری:1989UE7) چهار هزار و نهصد و هفتاد و دومین سیارک کشف شده‌است که در ۲۳ اکتبر ۱۹۸۹ کشف شد.
قدر مطلق سیارک برابر ۱۳٫۳۰ است.